# L'Homme qui venait d'ailleurs (téléfilm)
Pour l’article homonyme, voir L'Homme qui venait d'ailleurs.
Pour plus de détails, voir Fiche technique et Distribution.
L'homme qui venait d'ailleurs est un téléfilm français réalisé par François Luciani en 2004.

## Synopsis
Dans un village de Charente, à la fin du XIXe siècle, un nouveau médecin arrive. Pierre Adélaïde est martiniquais et se retrouve en butte à la méfiance et au racisme des habitants, en premier lieu le maire, Casimir Caillebois.
Lorsqu'il sauve la fille de Caillebois, Adélaïde se fait peu à peu accepter du village. Il se lie par ailleurs avec Léa, l'institutrice. Mais le phénomène des zoos humains montre que le racisme est toujours présent dans la société,.

## Fiche technique
- Réalisation : François Luciani
- Scénario : Virginie Brac, d'après un sujet original de Michel Martens
- Directeur photo : Carlo Varini
- Musique : Jean-Marie Sénia
- Date de diffusion : 6 décembre 2004 sur France 2
- Lieu de tournage : Charente, Château de Balzac

## Distribution
- Alex Descas : Pierre Adélaïde
- Jérôme Anger : Casimir Caillebois
- Olivia Brunaux : Solange Caillebois
- Barbara Schulz : Léa Massenot
- Laure Marsac : Thérèse
- Myriam Boyer : Clémence
- Eric Seigne : Blaise
- Eric Prat : Le notaire
- Maurice Chevit : Le docteur Maussène

## Accueil critique
Critique de Télé 7 Jours : « Ce vibrant plaidoyer en faveur des valeurs républicaines, appuyé sur une vaillante défense du savoir, de l'esprit scientifique et du progrès social, s'incarne magnifiquement dans le docteur Adélaide. L'occasion pour Alex Descas de nous prodiguer ses soins avec des trésors d'élégance et de sensibilité ».
Critique de La Libre Belgique : « Intelligent, complet et juste, «L'homme qui venait d'ailleurs» nous fait, en outre, la grâce de nous proposer un Pierre Adélaïde qui ne soit pas un être parfait. Ni même extrêmement sympathique de prime abord ».
Critique de Télérama : « Menée sans manichéisme, cette réflexion sur l'identité, l'étrangeté, les multiples formes de l'exclusion passionne d'autant plus que l'on peut en faire une lecture très actuelle ».

## Récompenses
Prix du public et Prix d'interprétation du meilleur second rôle féminin pour Laure Marsac lors du 5e Festival de Luchon.